# Pseudoeurycea werleri
Pseudoeurycea werleri là một loài kỳ giông trong họ Plethodontidae.
Nó là loài đặc hữu của México.
Các môi trường sống tự nhiên của chúng là các khu rừng ẩm ướt đất thấp nhiệt đới hoặc cận nhiệt đới, các khu rừng vùng núi ẩm nhiệt đới hoặc cận nhiệt đới, các đồn điền, vườn nông thôn, và các khu rừng trước đây bị suy thoái nặng nề.
Nó bị đe dọa do mất môi trường sống.